# Carl Meade
Carl Joseph Meade (*16. listopadu 1950 v Yanktonu, stát Illinois, USA), armádní letec a americký kosmonaut. Ve vesmíru byl třikrát.

## Život

### Studium a zaměstnání
Střední školu ukončil zdárně v roce 1968, do roku 1975 absolvoval vysokoškolská studia v Texasu a Kalifornii, poté školu testovacích letců na základně Edwards ABF.
V roce 1985 nastoupil k NASA v Houstonu, v letech 1985 až 1986 se podrobil výcviku a od roku 1986 se stal členem týmu amerických kosmonautů. V něm zůstal 10,5 let, do února 1996.
Z NASA odešel do společnosti Lockheed Skunk Works v Kalifornii.

### Lety do vesmíru
Na oběžnou dráhu se v raketoplánech dostal třikrát a strávil ve vesmíru 29 dní, 16 hodin a 14 minut. V posádce zastával post letového specialisty. Absolvoval také jeden výstup do volného vesmíru (EVA), kde strávil téměř 7 hodin. Byl 235 člověkem ve vesmíru.
- STS-38 Atlantis (15. listopadu 1990 – 20. listopadu 1990)
- STS-50 Columbia (25. června 1992 – 9. července 1992)
- STS-64 Discovery (9. září 1994 – 20. září 1994)